# Isobel Andrews
Isabella Smith Andrews, öffentlich bekannt als Isobel Andrews, (* 2. November 1905 in Glasgow, Schottland; † 19. Juni 1990 in Auckland, Neuseeland) war eine in Schottland gebürtige, neuseeländische Autorin und Theaterautorin.

## Frühes Leben
Isabella Smith Young wurde am 2. November 1905 als Tochter der Eheleute Jeanie Scott und dem kaufmännischen Angestellten James Young in Glasgow geboren. Die Familie wanderte nach Neuseeland aus, als Isabella fünf oder sechs Jahre alt war. Nachdem sie sich in zunächst Bulls niedergelassen hatten, zogen sie nach Wellington, wo Isabella anfänglich die Maranui School und die Brooklyn School besuchte und dann zum Wellington Girls’ College ging, wo sich auch ihren Abschluss machte. Wann sie sich Isobel mit Vornamen nannte oder genannt wurde, ist nicht bekannt. Ihr Rufname Isobel wird aber im Folgenden nun verwendet.

## Ehe
Am 19. Dezember 1932 heiratete Andrews in der St. James Church in Wellington den Staatsbediensteten Ernest Stanhope Andrews, der 1941 Gründungsdirektor der National Film Unit wurde.

## Autorin und Theaterautorin
Bereits im Alter von siebzehn Jahren schrieb Andrews einen ersten Sketch für den Bibelkurs der St.-James-Gemeinde und verfasste über mehrere Jahrzehnte hinweg eine Vielzahl von Gedichten, Theaterstücken, Kurzgeschichten und Drehbüchern. Im Juli 1932 wurde sie Gründungsmitglied der New Zealand Women Writers’ and Artists’ Society und beteiligte sich mit Erfolg an gesponserte Literaturwettbewerbe. Ihr Engagement in der Organisation, die später in New Zealand Women Writers' Society umbenannt wurde, ging über viele Jahre. In einem Radiowettbewerb konnte sie 1938 mit ihrem Stück Endeavour einen ersten Preis gewinnen.
Obwohl während der Great Depression das große professionelle Theater am Boden lag, konnten sich kleine Theaterclubs auf dem Land und in den Vorstädten Dank der Hilfe des New Zealand Branch of the British Drama League behaupten und entwickeln. Deren jährliche Festivals zogen Teilnehmer aus ganz Neuseeland an und die Konkurrenz in den Einakter-Wettbewerben war groß. Doch Andrews war die Autorin und Gründerin der Strathmore Players, einer kleinen Theatergruppe aufs Frauen, die in der Regel häusliche Szenen spielten von den Andrews in etwa sechzig an der Zahl geschrieben hatte. The Willing Horse war das erste von vier Stücken, mit dem sie den Drama League’s Original Play Award gewonnen hatte. Das Stück, das zu ihrem bekanntesten Werk zählt, wurde 1943 von der Progressive Publishing Society veröffentlicht. Ihre Stücke wurde von zahlreichen Theatern aufgeführt, zum Teil auch im Ausland und ihre Hörspiele wurden vom New Zealand Broadcasting Service, der Australian Broadcasting Commission und der British Broadcasting Corporation (BBC) ausgestrahlt.
1951 zog Andrews mit ihrer Familie nach Whangarei und wurde dort Mitglied der Whangarei Repertory Society  und später deren Präsidentin. Sie fing an Kurzgeschichten zu schreiben und Rezensionen in Radio für den New Zealand Listener. Sie wurde ein frühes Mitglied der Northland Women Writers’ Group und Herausgeberin deren Magazin vom ersten Tag an im Jahr 1958 bis zu ihrem Rücktritt 1960. Andrews lebte zehn Jahre in Whangarei und wurde in dieser Zeit zu einer führende Persönlichkeit in Literatur- und Theaterkreisen der Stadt. 1961 zog es Andrews nach Auckland, wo sie hauptsächlich für das Radio arbeitete. 1967 erhielt sie das mit 1.000 Pfund dotierte Stipendium des New Zealand Literary Fund für Literatur.
In Wandel der Zeit musste Andrews feststellen, dass ihre Werke nicht mehr gefragt waren. Sie verstarb schließlich am 19. Juni 1990 im Alter von 84 Jahren in Auckland.